# Antonín Molčík
Antonín Molčík (8. září 1939 Třebíč – 18. dubna 2014 Praha) byl český herec.

## Život
Pocházel z nehereckého prostředí, jeho tatínek byl četník a maminka úřednice. Ti jeho uměleckým sklonům příliš nepřáli a donutili jej vystudovat střední ekonomickou školu. Nicméně po maturitě se přihlásil ke studiu herectví na brněnské Janáčkově akademii múzických umění, kterou absolvoval v roce 1962. Po absolutoriu školy začínal nejprve rok ve Východočeském divadle v Pardubicích, odkud v roce 1963 přešel do Divadla S.K.Neumanna v pražské Libni, kde zůstal prakticky po 30 let až do roku 1993. Jednalo se také o významného rozhlasového herce.
Od 90. let se velmi intenzivně a úspěšně věnoval dabingovému herectví. Jeho hlas jsme mohli slyšet v řadě zahraničních filmů a televizních seriálů. Z velkých amerických hereckých hvězd daboval např. Morgana Freemana nebo Dannyho Glovera, či postavu majora Charlese Winchestera v seriálu M*A*S*H, z evropských pak italského komika Paola Villaggia nebo francouzského herce Rogera Hanina v serialu Navarro. Daboval i postavu Dona Salieriho v české počítačové hře Mafia: The City of Lost Heaven.

## Rozhlasové role
- 1991 – Lenka Procházková: Čtyři ženy Alexandra Makedonského, role: generál
- 1993 Václava Ledvinková: A pak že nejsou hastrmani. Na motivy pohádky Jana Drdy pro rozhlas napsala Václava Ledvinková.[3]
- 1995 Jan Neruda Figurky, Rozhlasová komedie na motivy stejnojmenné povídky ze sbírky Povídky malostranské. Dramatizace Jiří Just.  Režie Vlado Rusko, role: Malíř
- 1997 Leo Perutz: Noc pod Kamenným mostem. Osmidílná dramatizovaná četba na pokračování. Podle překladu Tomáše Kratěny zdramatizoval Rudolf Ráž, v režii Hany Kofránkové.[4]
- 2006 George Tabori: Matčina Kuráž, Český rozhlas, překlad: Petr Štědroň, režie Aleš Vrzák, role: 2. policista. Hra byla vybrána do užšího výběru v soutěži Prix Bohemia Radio 2006 v kategorii „Rozhlasová inscenace pro dospělého posluchače“.[5]